# H NMR
 Denne artikel bør gennemlæses af en person med fagkendskab for at sikre den faglige korrekthed.

H NMR er en spektroskopisk metode til at identificere molekyler. H NMR er udledt af NMR, der fortæller noget om, hvordan kulstof- og brintatomer er placeret i forhold til hinanden. I H NMR kan man bruge intensiteten af linjerne i spektret til at bestemme, hvor mange hydrogenatomer, der sidder på et carbonatom, og opsplitningsmønsteret giver information om, hvor mange hydrogenatomer, der sidder på naboatomerne. Hvis en linje er bred, betyder det, at der sker en protonudvikling med omgivelserne. Dette ses ved vand samt -OH-, -NH- og –COOH-grupper. I C NMR, kan man bruge linjeplacering til at identificere grupper, idet denne metode giver et stort chemical shift område. I forhold til ved proton NMR har 13C-NMR et område, der er 15 gange større, mens linjerne har nogenlunde samme bredde. Det betyder, at der bliver en større udbredelse af linjerne C NMR, og dette gør dem nemmere at tilegne forskellige grupper.
NMR kortlægger strukturen af carbon- og hydrogenskelettet og metoden har mange fordele, men skal man have identificeret et helt ukendt stof, kan man ikke nøjes med at lave et NMR spektrum. Hvis man i stedet kombinerer det med IR, som fortæller noget om de funktionelle grupper, og UV, der fortæller om molekylets konjugerede π elektronsystem, kan man identificere meget komplicerede molekyler. For det meste bruges NMR til at fastslå, at man har fået syntetiseret det ønskede stof, men såfremt der udleveres spektret af et helt ukendt stof, er man nødt til at kende enten molekylarionen (M+) eller molekyleformlen for at kunne tilegne linjerne i spektret og identificere stoffet.
Kerner har en positiv ladning, og de kan agere som små magneter. Udenfor et magnetfelt vil de pege i forskellige retninger, men placerer man dem i et stærkt magnetisk felt, som betegnes Bo, vil kernerne indordne sig så de peger enten én vej eller 180° den modsatte vej. De vil altså opføre sig som et kompas i jordens magnetfelt. Kernerne kan altså befinde sig i to forskellige tilstande. Enten peger de i samme retning som det ydre magnetfelt, og har et spin på -½, kaldet β-tilstanden eller de sidder antiparallelt med magnetfeltet, og har et spin på ½, kaldet α. Den retning, der er parallel med magnetfeltet har et lavere energiniveau end den antiparallelle, så kernerne foretrækker at sidde parallelt. Energiforskellen mellem de to niveauer kan beskrives således:
ΔE=h*γ/(2*pi)*Bo
hvor h betegner Plancks konstant, som er 6,624×10-34 J•sek, og γ (gamma) er en proportionalitetskonstant, som kaldes det magnetogyriske forhold, hvilken konstant er forskellig fra kerne til kerne. Atomerne kan hoppe fra det ene energiniveau til det andet, hvis der enten tilføres energi til kerner med laveste energiniveau, eller hvis kerner med højt energiniveau udsender energi i form af elektromagnetisk stråling. Energien har størrelsen ΔE. Frekvensen skal opfylde Bohrs frekvensregel:
vo=ΔE/h=γ/(2*pi)*Bo
Protoner absorberer ikke ved samme frekvens, men afhænger af hvilke omgivelser de sidder i, hvilket gør, at man kan skelne dem fra hinanden. Hvor mange kerner, der er i hver af de to forskellige tilstande, afhænger af temperaturen. Tæt ved det absolutte nulpunkt vil der ikke være nogen kerner i det øvre energistadie, kaldet N(øvre), men alle kerner vil være i det lavere energistadie, kaldet N(nedre). Forholdet mellem N(øvre) og N(nedre) kan beskrives således:
k= 1,380×10-23 J/K•molekyle 
T= den absolutte temperatur i Kelvin.
Når man optager et NMR spektrum, placerer man prøven, der er homogent opløst i et passende opløsningsmiddel, i et magnetfelt, og så sender man en radiofrekvens puls ind på prøven og en computer tegner et spektrum over hvilke frekvenser, der absorberes ved. Arealet under linjen afhænger af antallet a f protoner der ændrer spin. En anden metode hvorpå man kan optage et NMR spektrum, er ved FT NMR spektroskopi hvor man, i stedet for at exitere forskellige kerner hver for sig, exiterer alle kerner på samme tid ved at udsende en puls. Rækkevidden af frekvenser skal være stor nok til at ramme alle kerner, hvilket gøres ved at udsende en meget kort puls, så oscillatoren ikke er lang nok til, at der dannes en solid fundamental frekvens. Når pulsen stoppes, vil kernerne begynde at falde tilbage til den lave energitilstand, hvorefter de udsender elektromagnetisk stråling, som kan optages af computeren.

## Kemisk skift
Protoner absorberer ikke ved samme frekvens, idet den absorberende frekvens afhænger af, hvilke omgivelser protonerne sidder i. Som følge af at protonerne er skærmet af de omgivende elektroner, vil atomerne "føle", at det lokale magnetfelt, B, er forskelligt fra det ydre magnetfelt, Bo. Elektrontætheden varierer afhængig af hvor de sidder i molekylet. Skærmningen modvirker magnetfeltet, så det egentlige magnetfelt kernerne føler er:
B=Bo(1-σ)
hvor σ er en skærmningsparameter. 
Man angiver positionen af en linje i forhold til en reference, som er TMS, tetramethylsilan. For at kunne sammenligne spektrer optaget i magnetfelter af forskellige styrker, angives positionen som en δ-værdi, der er defineret af afstanden fra linjens frekvens i Hz til linjen fra TMS divideret med resonans frekvensen, vo, i MHz. Δ får da enheden ppm. Linjen fra TMS sættes til at være δ=0,0
Skærmningsparameteren er stor, hvis der er mange elektroner omkring det atom, der observeres. Elektrontætheden afhænger af hvor elektronegativt naboatomet er. Hvis en methylgruppe sidder på er carbonatom, har dette samme elektronegativtet, så disse to grupper deler elektronerne ligeligt, men hvis methylgruppen sidder på et oxygenatom, vil denne trække elektronerne væk fra methylgruppen. Dette gør, at gruppen bliver mindre skærmet, føler et stærkere magnetfelt og frekvensen hvorved den absorberer, bliver højere.
Ved at integrere arealet under toppene i et spektrum kan man måle antallet af hver slags protoner, der er i stoffet. Hvis vi kigger på spektret over methyl 2,2-dimethylpropanoat:
C(CH3)3 COOCH3
vil man se to toppe. Den ene vil have intensiteten 3 (CH3), da dette carbon har 3 hydrogenatomer siddende på sig, og den anden vil have intensiteten 9 ((CH3)3C), da alle 9 hydrogenatomer sidder i ens kemiske omgivelser.

## Opsplitningsmønster
Der sker en opsplitning af toppe, hvis der på naboatomer sidder H atomer. Dette sker, fordi hydrogenatomerne kobler med de små magnetfelter fra nabokernerne. Hvis vi ser på en ethyl-gruppe, der sidder på et atom hvorpå der ingen H-atomer sidder:
CH3CH2-O-R
CH3 gruppen vil da blive påvirket af magnetfelter fra de 2 hydrogenatomer fra CH2 gruppen. Hvert af disse atomer kan da sidde enten i spin op eller spin ned. De kan begge være i spin ned, de kan begge være i spin op eller de kan være i hver sin tilstand.
I det sidste tilfælde ophæver de to magnetfelter fra hver sin proton hinanden, fordi de har henholdsvis spin ½ og spin -½. Linjen kommer da til at ligge ved chemical shift værdien for CH3. I de andre tilfælde forstærker de to spin hinanden laver to linjer: En ved lidt højere chemical shift og en ved lidt lavere chemical shift. I alt set der 3 linjer med intensitetsforhold 1:2:1. Den samme analyse kan laves for CH2 som giver 4 linjer pga. de 3 hydrogen atomer på methyl gruppen. Disse linjer har intensitetforholdet: 1:3:3:1.
En generel regel kaldes for n+1 reglen, og denne siger at linjen fra protoner der har n naboprotoner vil splitte op i n+1 toppe. Afstanden mellem linjerne i en multiplet kaldes spin-spin koblingskonstanten, J, og denne måles i Hz og kan ligge mellem 0 og 18 Hz.
Kemisk ækvivalente protoner giver ingen opsplitning. Protonerne der sidder på samme atom er ækvivalente og der er derfor ingen opsplitning. I molekyler hvor der er en symmetriakse vil der ikke være kobling mellem alle grupperne. Fx butan:
CH3CH2-CH2CH3
Butan vil give en kvartet og en triplet men –CH2 grupperne kobler ikke med hinanden pga. symmetriaksen. Atomer kan godt være kemisk ækvivalent uden at være magnetisk ækvivalent. Kerner er magnetisk ækvivalente når de har identiske kemiske skift og have de samme koblingskonstanter til alle andre kerner i molekylet. Det har molekyler der ingen dobbeltbindinger indeholder, da der omkring enkeltbindinger er fri drejelighed.